# 巡天
| 巡天 Xuntian      | 巡天 Xuntian           |
| ----------------- | ---------------------- |
|                   |                        |
| 詳細              |                        |
| 種類:             | 宇宙望遠鏡             |
| 所属:             | CNSA                   |
| 打ち上げロケット: | 長征5号B               |
| 打ち上げ日時      | 2026年 (予定)          |
| 運用開始日時      | 2026年 (予定)          |
| 諸元              |                        |
| 全長              | ~13 m (43 ft)          |
| 直径              | ~4.2 m (14 ft)         |
| 重量              | ~20,000 kg (44,000 lb) |

巡天（じゅんてん、英語: Xuntian）は、開発中の中華人民共和国の宇宙望遠鏡である。直径2メートルの主鏡と2.5ギガピクセルのカメラを搭載し、ハッブル宇宙望遠鏡の300倍の視野を持つとされており、10年間で全天の40％を撮影することが期待されている。また、中国宇宙ステーション (CSS) と同一の軌道に設置され、修復等を行う際にはCSSとのドッキングが可能とされている。
打ち上げは当初2023年が予定されていたが遅延しており、2024年現在では2026年後半に延期されたと報じられている。